# Bogusława
Bogusława – żeński odpowiednik imienia Bogusław znany od 1265 roku. Używane były m.in. zdrobnienia Bogusza, Boguszka i Boguchna. W polskim imiennictwie imię to żywe jest do dziś, ze zdrobnieniami: Bogusia czy Boguśka.
Bogusława imieniny obchodzi: 22 marca, 18 kwietnia, 29 kwietnia, 29 maja, 18 sierpnia i 23 września.
Znane osoby o imieniu Bogusława:
- Bogusława Jeżowska-Trzebiatowska – fizyko-chemik
- Bogusława Latawiec – poetka
- Bogusława Olechnowicz – judoczka
- Bogusława Pawelec – aktorka
- Bogusława Schubert – aktorka filmowa i teatralna
- Bogusława Tomasiak – wioślarka, mistrzyni olimpijska